# Robinson Open
O Robinson Open foi um torneio masculino de golfe no PGA Tour, que foi disputado entre os anos de 1968 e 1973 no Crawford County Country Club, em Robinson, Illinois.

## Campeões
Shrine-Robinson Open Golf Classic
- 1973 Deane Beman[1]

Robinson's Fall Golf Classic
- 1972 Grier Jones

Robinson Open Golf Classic
- 1971 Labron Harris Jr.
- 1970 George Knudson
- 1969 Bob Goalby

Robinson Open
- 1968 Dean Refram